# Het boek van Dede Korkoet
Het boek van Dede Korkoet is een collectie van twaalf op zichzelf staande verhalen van en over de Centraal-Aziatische Ogoezen, afwisselend in proza en versregels, met als verbindend element de bard Dede Korkoet, die de verhalen zou hebben verteld. Mogelijk is hij, ten dele, een historisch figuur. De kern van de verhalen stamt uit de vroege middeleeuwen, de tijd dat de Ogoezen nog in Centraal-Azië leefden en migreerden naar het westen, maar in hun huidige vorm zijn ze van circa 1500 of later, en de redacteur beschouwde zichzelf en zijn publiek niet als Ogoezen. Rond die periode nam de belangstelling voor de afkomst en cultuur van de Ogoezen toe, wat wellicht de reden was om de overleveringen op schrift te stellen. Dat gebeurde in het Turks.
De verhalen hebben dan ook vooral plaats in oostelijk Anatolië. Ze beschrijven een semi-nomadisch, voorislamitisch en natuurgodsdienstig maar ook deels geïslamiseerd stamleven. De hoofdpersonen behoren tot de aristocratie, en de onderwerpen zijn heroïek, de strijd met christelijke Georgiërs, stamperikelen en de liefde. Een mythische inslag ontbreekt, evenals een beschrijving van veel historische feiten.
Over de tekstgeschiedenis bestaat geen consensus. Thans bestaan slechts twee manuscripten van Het boek van Dede Korkoet, beide uit de 16e eeuw, bewaard in respectievelijk Dresden en het Vaticaan. Het boek kreeg pas in de 19e eeuw meer bekendheid. Zo was het een bron van invloed op de dichter J.W. von Goethe. In de moderne tijd is het boek door Turken en Azerbedjanen beschouwd als nationaal epos.

## Bron
- Boeschoten, R. (vert.). Het boek van Dede Korkoet. Amsterdam: Bulaaq, 2005.